# Държавно устройство на Киргизстан
Киргизстан е представителна парламентарна република от юни 2010 г. (преди това е президентска република), в която президентът е държавен глава, а премиерът ръководи правителството, с многопартийна система в развитие. Изпълнителната власт се упражнява от правителството, а законодателната – както от правителството, така и от парламента. До 2010 година функционира силно централизирана президентска система, по подобие на останалите страни в централна Азия. Революцията през 2010 силно ограничава президентските правомощия и увеличава тези на парламента.

## Президент
Президентът на Киргизстан е държавен глава и според конституцията „е символ на единството на хората и държавната власт“ и е гарант на Конституцията на Република Киргизстан. Президентът има право да налага вето и да назначава началници на държавни институции.

## Изпълнителна власт
Изпълнителната власт е в ръцете на министерствата и отчасти в президента. Конституционалната ситуация е леко объркана след свалянето на президента Курманбек Бакиев през април 2010 г. Роза Отунбаева е обявена за председател на временното правителство.

Президентът се избира чрез преки избори, за срок от 5 години. Той назначава премиера, като изборът трябва да бъде потвърден от Парламента, както и от членовете на правителството по препоръка на министър-председателя.

Към момента действащите политически фигури са:

- Президент: Алмазбек Атамбаев – Социалдемократическа партия, от 1 декември 2011 г.
- Министър-председател: Темир Сариев – Независим, от 2 май 2015 г.

## Законодателна власт
Първоначално парламентът се състои от една-единствена камара от 75 члена, които се избират за 5 години в едномандатни избирателни райони.
Конституционалният референдум, състоял се на 21 октомври 2007 г., увеличава броя на 90 и въвежда избирателна система чрез листи, чрез която кандидатите се избират от партийни листи. Предсрочните избори са проведени на 16 декември 2007 г.
В Съветската епоха Киргизстан има еднокамарен парламент, който през 1995 г. е заменен от двукамарен висш съвет(Joghorku Keneš). Той се състои от Асамблея на народните представители (45 места, членовете се избират на преки избори) и Законодателна Асамблея (60 места, от които 45 се избират на преки избори, а останалите 15 – от партийни листи, на пропорционална основа с 5% праг). Всички законодателни мандати са 5 години.
През 2005 г., като част от изборите и в съответствие с референдума от 2003 г., Парламентът отново става еднокамарен. Законодателната Асамблея (Myizam Chygaruu Jyiyny) има 75 члена, избрани за срок от 5 години от едномандатни избирателни райони.
Поради политически вълнения се състои нов Конституционален референдум на 21 октомври 2007 г. Той въвежда нова избирателна система, увеличаваща членовете на парламента до 90, и се въвежда гласуване чрез партийни листи.
Парламентът е еднокамарен и се нарича Жогорку Кенгеш („Върховен съвет“). Той играе ролята на законодателна власт и се състои от 120 депутати, избирани от партийни листи. Последните парламентарни избори в страната се провеждат през 2010 година. Тогава в Жогорку Кенгеш влизат пет партии – Ата-Журт („Отечество“), Социалдемократическа партия, Ар-Намис („Достойнство“), Республика и Социалистическа партия Ата-Мекен.
Една партия не може да заема повече от 65 места в 120-местния парламент, и не може да бъде основана на етническа или религиозна основа. Членове на полицията, въоръжените сили и правосъдието нямат право да са партийни членове.

## Съдебна власт
Съдебната власт, поне на теория, е независима. Най-висшата съдебна институция е Върховният съд. В допълнение има военни и областни съдилища (78 на брой), както и местни съдилища, разчитащи на старейшини (аксакали) извън формалните законови рамки. Конституционният съд е разпуснат през 2010 година.
Върховният съд е най-висшата инстанция на обжалване след окръжния съд. Случаи, свързани със семейно право, реално право, както и леките престъпления се разглеждат в традиционните съдилища, които са под наблюдението на Прокуратурата.
Въпреки че конституцията гарантира независимостта на съда, съдебната система е под влиянието на Прокуратурата. Ниските заплати на съдиите правят битката срещу корупцията изключително трудна.

### Политическа история
През първите години на независимост на Киргизстан, президентът Аскар Акаев проявява ангажираност в реформаторския процес. Въпреки подкрепата от Запад, включително на Международния валутен фонд, Киргизстан има икономически трудности от самото начало. Това е последствие от разпадането на Съветския блок за търговия, което възпрепятства гладкия преход на Републиката към свободна пазарна икономика.

През 1993 г., твърдения за корупция срещу най-близките политически сътрудници на Акаев предизвикват огромен скандал. Единият, обвинен в нередности, е заместник-председателя Феликс Кулов. През декември той подава оставка заради етични съображения. След оставката на Кулов, Акаев също подава оставка и призовава последния комунистически премиер, Апас Джумагулов, да формира ново правителство. През януари 1994 г., Акаев инициира референдум за подновяване и продължаване на своя мандат. Той получава 96,2% от вота.

Новата конституция е гласувана през май 1993 г.
Обаче през 1994 г., парламентът се проваля при формирането на кворум за последната насрочена сесия преди изтичането на мандата си (февруари 1995 г.) Президента Акаев е обвинен в манипулиран бойкот с мнозинството от депутати. Той отстоява, че комунистите са причинили политическа криза, като са попречили на законодателната власт да изпълни ролята си. През октомври 1994 г. Акаев насрочва референдум, предимно одобрен от избирателите, който предлага две поправки на Конституцията. Една от промените разрешава да се измени конституцията от резултата на референдума, а другата – създаването на нов двукамерен парламент, наречен Jogorku Keņesh. Изборите за двете законодателни камари се провеждат през февруари 1995 г. Избирателните кампании се считат за свободни и прозрачни от повечето международни наблюдатели, въпреки че избирателния ден е белязан от широко-разпространени нередности. Повечето от местата са спечелени от независими кандидати, което предполага, че личностите преобладават над идеологиите.
Новият парламент свиква първоначалната си сесия през март 1995 г. Една от първите заповеди е одобрението на прецизно конституционалния език за ролята на законодателната власт.

Независимите политически партии на Киргизстан се конкурират на парламентарните избори през 1996 г. Референдумът от февруари 1996 г. е в нарушение на конституцията и законите за референдум – води до по-голямата власт на президента Акаев. Също така премахва клаузата, според която депутатите се избират на всеобщи преки избори. Въпреки промените, които дават правото на президента да разпусне Парламента, по-ясно определя властта на Парламента. Оттогава Парламента демонстрира истинска независимост от изпълнителната власт.

Референдумът от октомври 1998 г. одобрява конституционалните промени, които включват увеличаване на броя на депутатите в Горната камара 	, намаляване на броя на депутатите от Долната камара, връщане на парламентарния имунитет, промяна на правата за търга за земи, както и промени в бюджета.

На 20 февруари и 12 март 2000 г. се състоят два тура на парламентарните избори. С абсолютната подкрепа на САЩ, Организацията за Сигурност и сътрудничествов Европа (ОССЕ) съобщава, че изборите не са се състояли свободно и честно, и следователно са невалидни. Съмнителни съдебни производства срещу кандидатите и партиите от опозицията ограничават избора от кандидати. Медиите, които са под контрола на властта, са в полза на официалните кандидати, а независимите медии, които са в полза на опозицията, са под натиска на правителството.
През 2002 г. Азъмбек Бекназаров, водеща фигура от опозицията, е арестуван от местните власти, за което мнозина смятат, че е политически обосновано обстоятелство. Това води до протести, и сблъсъци с полицията, последвани от смъртта на петима души в Джалалабад.
През юни 2003 г., Долната камара на Парламента обявява, че на Президента Акиев и на двама други лидери на Киргизстан, от Съветската ера, се дава доживотен имунитет срещу съдебно преследване.
През 2005 г., след оспорваните резултати от парламентарните избори 2005 г., Киргизстан е в състояние на политически смут, с различни партии, които твърдят, че са легитимно правителство. На 10 юли 2005 г. временния президент и опозиция Народно Движение, с лидер Курманбек Бакиев, печели президентските избори.

През 2006 г., Бакиев се изправя пред политическа криза, в която хиляди демонстранти протестират в Бишкек. Те го обвиняват в неспазване на обещаните конституционални реформи, които да ограничат властта на президента, и даващи повече правомощия на парламента и кабинета. Обвинен е също и в провал при премахването на корупцията, престъпността и бедността. Бакиев, от своя страна, обвинява опозицията в организиране на преврат срещу него. Няколко парламентаристи биват убити по време на политическите размирици.

Президентските избори се състоят предварително на 23 юли 2009 г., вместо през 2010 г. Очаква се Президента Бакиев да спечели още един мандат. Опозицията от Съюза на Народното движение, заявява на 20 април 2009 г., че ще „играят“ с един кандидат –лидера на Социалдемократическата партия Алмазбек Атамбаев. Бакиев печели с 83,8%.

При оценка на изборите ОССЕ смята, че Бакиев е спечелил нечестно и че силата на медиите не е позволила на гласоподавателите да направят информиран избор. В допълнение, установяват, че изборите са белязани от проблеми и нередности. На изборния ден Атамбаев оттегля кандидатурата си, заради широко разпространена измама, описана: ‘заради масивни, безпрецедентни нарушения, смятаме, че изборите са нелегитимни и трябва да се проведат нови.’ Независимият кандидат Женишбек Назаралиев също се оттегля на изборния ден. В Баликчи, митинг на опозицията от около 1000 души е разбит от полицията.

На 6 април 2010 г., арестът на представител на опозицията в град Талас, предизвиква опозицията на протест. Манифестантите поемат контрола над сградата на парламента, и искат ново правителство. Изпратена е полиция от Бишкек, която узпява да върне контрола над сградата. По-късно същия ден, няколко опозиционни фигури са арестувани, докато правителството твърди, че ситуацията е под котрол. Следвашия ден, стотици опозиционни привържаници се събират в Бишкек и заобикалят парламента. Охраната се опитва да разпръсне протестиращите с помощта на гранати и живи кръгове, на цената на десетки животи. Обаче протестите продължават, и по-късно арестуваните опозиционери биват освободени. 

Формира се ново правителство, начело с опозиционния лидер Роза Отънбаева. Новото Временно правителство провежда констултации за нова конституция, която да увеличи правомощията на парламента, и да намали тези на президента.

Провежда се референдум на 27 юни 2010 г. Одобрен е от 90% от гласуващите, с избирателна активност 72%. На 10 октомвти 2010 г. се състоят избори. Пет партии достигащи прага от 5% влизат в парламента. На 25 октомври, петте успешни партии продължават преговори за формиране на коалиционно правителство.